# شوالیه‌های سفر تجسسی
شوالیه‌های سفر تجسسی (انگلیسی: The Knights of the Quest؛ ‏ایتالیایی: I Cavalieri che fecero l'impresa) فیلمی ایتالیایی به کارگردانی پوپی آواتی است که در سال ۲۰۰۱ منتشر شد.

## چکیده داستان
دیر سن-دنی، ۱۲۷۲. راهب جیووانی دا کانتالوپو به مقبره لویی نهم فرانسه معروف به سنت لویی می‌رود تا به او بگوید وظیفه ای که به او سپرده، به انجام می‌رسد و او آمده‌است تا داستان پنج شوالیه جوان را که در سال ۱۲۷۱ برای بازیابی کفن مقدس و بازگرداندن آن به دربار پادشاه فرانسه به شهر تمیس یونان رفتند، برای او بازگو کند. هر شوالیه بسته به دوره قمری که در آن به دنیا آمده شخصیت و سرنوشت متفاوتی دارد…

## بازیگران
- رائول بووا
- ادوارد فرلانگ
- توماس کرچمان
- مارکو لئوناردی
- استانیسلاس مرار
- کارلو دله پیانه
- اف. موری آبراهام
- جیلیولا چینکوئتی
- ادموند پاردوم
- یورگو وویجیس
- ماسیمو سارکیه‌لی
- رنتسو رینالدی